# Villaconancio
Villaconancio is een gemeente in de Spaanse provincie Palencia in de regio Castilië en León met een oppervlakte van 34,06 km². Villaconancio telt 61 inwoners (1 januari 2016).

## Demografische ontwikkeling
Bron: INE, 1857-2011: volkstellingen